# Hirschvogel (Patrizier)

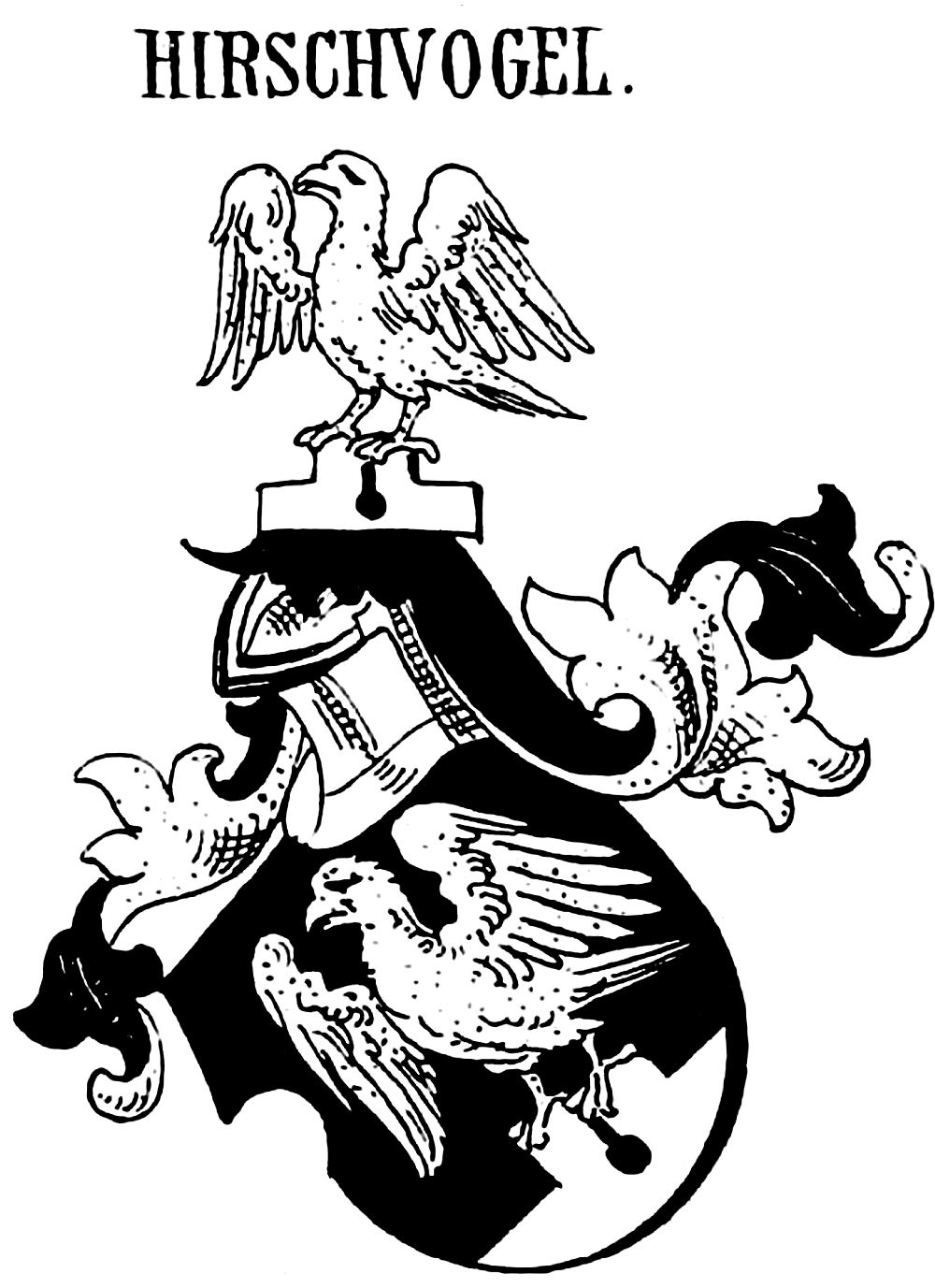

Die Hirschvogel (auch Hirsvogel) waren eine Nürnberger Patrizierfamilie, erstmals urkundlich erwähnt im Jahr 1380. Die Hirschvogel waren ab 1450 bis 1539 im „Inneren Rat“ vertreten und gehörten nach dem „Tanzstatut“ zu den „erst zugelassenen“ ratsfähigen Geschlechtern. Die Hirschvogel betrieben seit dem 14. Jahrhundert ein bedeutendes Handelshaus, das nach 1530 in Konkurs ging. 1550 ist die Familie erloschen.

## Geschichte
Der Familienname geht vermutlich auf den Hirsevogel, eine im Alpenraum heimische Grünfinkart (daher auch Hirsvogel) zurück. Verschiedenen Quellen zufolge sind die ersten Nürnberger Hirschvögel aus dem bayrischen Sulzgau oder aus der Umgebung von Hilpoltstein zugewandert.

### Aufstieg des Hauses Hirschvogel in Nürnberg
Der erste in Nürnberg erwähnte Vertreter der Familie, Conrad Hirschvogel, erwarb 1380 den späteren Stammsitz an der Königstraße 2 (an der Stelle des späteren Viatishauses). Seine Söhne Ulrich und Heinrich bauten das Handelshaus der Hirschvogel auf. Sie weiteten ihren Fernhandel über ganz Mitteleuropa aus, zunächst vor allem nach Frankfurt am Main und Köln, später über Böhmen, Sachsen, Schlesien, Österreich, Ungarn nach Venedig. Ab 1440 folgte die Ausweitung der Handelsbeziehungen auf Brixen, Rom, Loreto, Antwerpen, Lissabon und Sevilla. Das Handelssortiment der Hirschvogel-Gesellschaft umfasste vor allem Spezereien, Baumwolle, Tuche und Edelmetalle.

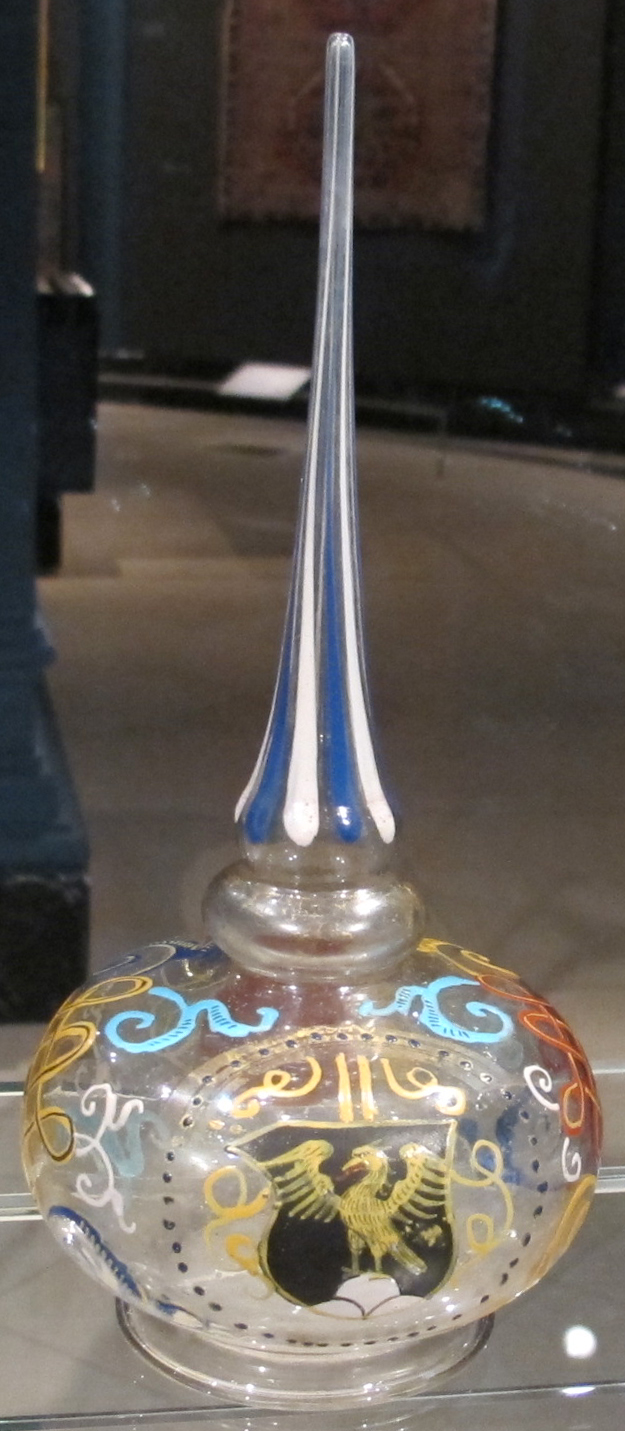
Venezianische Parfümflasche mit Hirschvogel-Wappen (ca. 1500–1530)

Ab 1450 war die Familie im „Inneren Rat“ der Reichsstadt Nürnberg vertreten und gehörte damit zum Nürnberger Patriziat. Ab der zweiten Hälfte des 15. Jahrhunderts erweiterten sie ihre Geschäftsfelder um den Handel mit Büchern und um Geldgeschäfte. Neben Nürnberg war Venedig Zentrum ihres Unternehmens, wo sie im Fondaco dei Tedeschi vertreten waren. Einige Vertreter der Hirschvogel lebten fast ununterbrochen dort. Für die Nürnberger Lorenzkirche stiftete die Familie ein großes Kirchenfenster auf der rechten Seite des Chors, das nach 1500 von den Stromer übernommen und (bis auf wenige alte Wappenscheiben) erneuert wurde.

### Die Hirschvogel in Portugal
Mit ihrem Vorstoß nach Indien erweckten die Portugiesen das Interesse der europäischen Handels- und Finanzkaufleute. Gleichzeitig benötigten sie deren umfangreiche Finanzmittel für den Aufbau eines portugiesischen Handelsimperiums in Asien.
Die intensiven verwandtschaftlichen Beziehungen zu den Nürnberger Familien der Imhoffs und der Behaims spielten eine entscheidende Rolle für den Aufbau wirtschaftlicher Beziehungen der Hirschvogel zur portugiesischen Krone. Die Behaim waren nicht nur mit den Hirschvogels verwandt, sondern mit ihnen seit mehreren Jahrzehnten auch geschäftlich verbunden.
Im Jahr 1505 beteiligte sich das Haus Hirschvogel im Rahmen eines Konsortiums unter Führung der Welser an der Ausrüstung dreier Schiffe der insgesamt 20 Schiffe umfassenden Armada von Dom Francisco de Almeida nach Indien. An den von italienischen und oberdeutschen Kaufleuten aufgebrachten Kosten von 65.400 Cruzados für die drei Schiffe waren die Hirschvogel mit 2.000 Cruzados beteiligt.
Ulrich Imhoff, ein Schwager von Lienhart Hirschvogel (II), reiste im Auftrag der Hirschvogel mit der Armada an Bord des Schiffes „São Jerónimo“.
Am 15. November 1506 kehren diese 3 Schiffe nach Lissabon mit 12.000 quintales Pfeffer zurück. Nach Abzug des königlichen Anteils (30 %) blieben 8.400 quintales. Ein quintal ist mit dem deutschen Zentner vergleichbar und betrug in Lissabon Anfang des 16. Jahrhunderts 58,75 kg. Bei einem Verkaufspreis von 20 Cruzados pro quintal bedeutet das einen Gewinn von ca. 150 %.
1506 bauten die Hirschvogel dann auch ihre eigene Handelsniederlassung (Feitoria oder Faktorei) in Lissabon auf. Die als Leiter der Niederlassung vorgesehenen Ullrich Imhoff und Wolf Behaim starben jedoch kurz hintereinander bereits 1507. Erst ab 1512 ist dann wieder ein eigener Niederlassungsleiter in Lissabon nachgewiesen.
In der zweiten Dekade des 16. Jahrhunderts begannen die Hirschvogel den An- und Verkauf von Edelsteinen aus Indien zu verstärken. Sie schickten  ihre Handelsvertreter Lazarus Nürnberger (1517) und Jörg Pock (1520) nach Indien. Pock vertrat zumindest bis 1523 die Hirschvogel und auch die Herwart und blieb bis zu seinem Tod 1529 auf dem Subkontinent.
In den 1520er Jahren wurde der Edelsteinhandel zum profitabelsten Zweig des Unternehmens. Darüber hinaus gehörten zu den Waren, die die Hirschvogels nach Portugal brachten, Wolle, Leinen und ab dem Ende des zweiten Jahrzehnts des 16. Jahrhunderts vor allem Edelmetalle. Zwischen 1517/18 und 1525 versorgten die Hirschvogel-Vertreter die portugiesische Krone mit großen Mengen Silber. In diesem Zeitraum lieferten sie mehr als 6000 Silbermark (seit der Gewichtsreform von D. Manuel im Jahr 1502 entsprach in Lissabon eine Edelmetall-Mark 229,5 g) an die Münze in Lissabon, das waren ca. 1.380 kg Silber.
Um 1532 schlossen sie ihre Faktorei in Lissabon und zogen sich endgültig aus Portugal zurück.
Der vorletzte Verwalter, Jobst Tetzel, wurde wegen seines protestantischen Glaubens durch die Inquisition verfolgt und  in Lissabon inhaftiert. Nach seiner Freilassung wurde die Niederlassung aufgelöst. Nach März 1532 gibt es keine weiteren Aufzeichnungen über Hirschvogel-Geschäfte in Portugal.

### Niedergang der Hirschvogel
Um 1530 geriet die Gesellschaft in Schwierigkeiten, Endres Hirschvogel musste nach 1531 seinen Herrensitz in Erlenstegen (den späteren „Voitischen“ und „Ebnerschen Sitz“) an seinen Gläubiger Hans Buchner abtreten. Seine Frau Katharina Hölzel hatte bereits 1518 ein von ihr ererbtes Gut in Erlenstegen verkauft.
Lienhard III. Hirschvogel lebte sehr aufwändig, unter anderem ließ er den Hirsvogelsaal bauen, doch kümmerte er sich wenig um die Geschäfte. 1536 ließ er sich von der kurz zuvor geheirateten Sabine Welser scheiden, nachdem ihr Vater die vereinbarte Mitgift nicht gezahlt hatte. 1539 wurde er seines Amtes als Ratsherr enthoben.
Bereits seit Mitte der 1520er Jahre reichten die erzielten Gewinne aus dem Überseehandel der Gesellschaft auf Dauer kaum noch aus, um die wachsende Verschuldung des Unternehmens zu decken. Im vierten Jahrzehnt des 16. Jahrhunderts mussten die Hirschvogel Konkurs anmelden.
Mit dem letzten Vertreter, Endres II. Hirschvogel, einem Cousin von Lienhard III. Hirschvogel, starb das Geschlecht 1550 völlig verarmt aus.

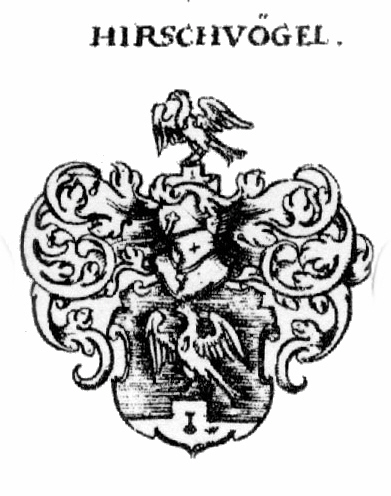
Das Wappen der Hirschvogel

## Wappen
Das Wappen zeigt in Schwarz auf silbernem Stufen-Schildfuß (auch Dreiberg) einen goldenen Vogel mit ausgebreiteten Flügeln. Auf dem Helm mit schwarz-goldenen Helmdecken der Vogel auf der Stufe.

## Bekannte Familienmitglieder

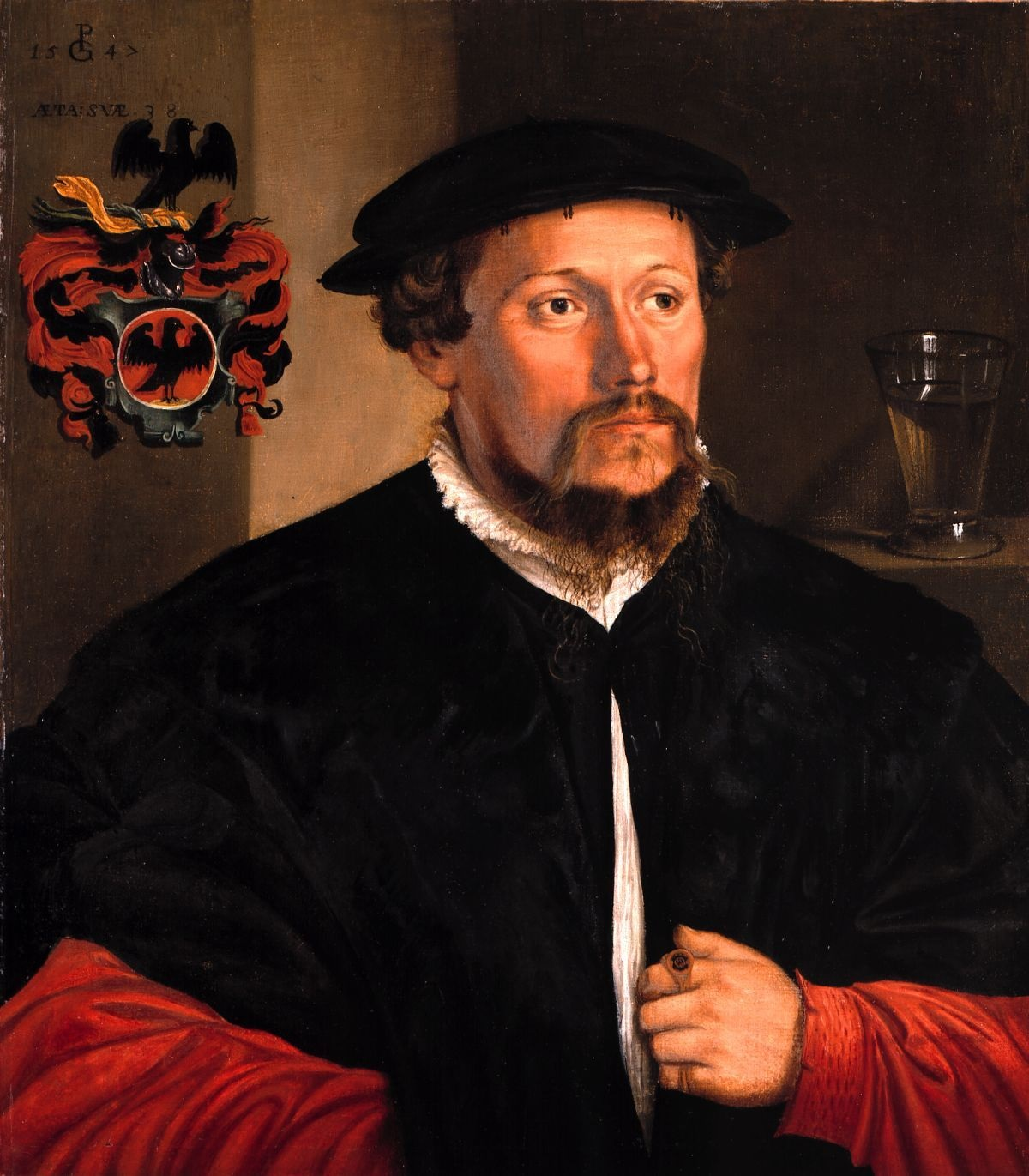
Lienhard III. Hirschvogel (1504–1549), Gemälde von Georg Pencz, Letzter Handelsherr, Erbauer des Hirsvogelsaals

- Lienhard I. Hirschvogel († 1490), Begründer des Handelshauses Hirschvogel, Vater von Lienhard II. Hirschvogel
- Lienhard II. Hirschvogel (1440–1525), Kaufmann und Patrizier, Sohn von Lienhard I. Hirschvogel, verh. mit Katharina von Imhoff
- Bernhardin Hirschvogel (1452–1516), Kaufmann und Patrizier, Sohn von Lienhard I. Hirschvogel
- Lienhard III. Hirschvogel (1504–1549), Kaufmann und Erbauer des Hirsvogelsaals, eines der Kunst- und Baudenkmäler der Stadt Nürnberg, Sohn von Bernhardin Hirschvogel, Neffe von Lienhard II. Hirschvogel
- Endres II. Hirschvogel (1513–1550), Kaufmann, Enkel von Lienhard II. Hirschvogel und Sohn von Endres I. Hirschvogel, letzter Vertreter der mit ihm ausgestorbenen Familie (Armenbegräbnis)

Der Nürnberger Glasmaler Veit Hirschvogel der Ältere (1461–1526) und seine Söhne Veit der Jüngere und Augustin Hirschvogel (1503–1553), Glasmaler, Töpfer und Kartograph, gehörten nicht zu der Patrizierfamilie; auf Augustins Selbstporträt (Stich) von 1548 ist jedoch das gleiche Hirschvogel-Wappen zu sehen, was möglich erscheinen lässt, dass es sich um eine im Handwerkerstand verbliebene Nebenlinie handelte.